# Fontivillié
Fontivillié ist eine französische Gemeinde mit 764 Einwohnern (Stand: 1. Januar 2022) im Département Deux-Sèvres in der Region Nouvelle-Aquitaine. Sie gehört zum Arrondissement Niort und zum Kanton Melle.

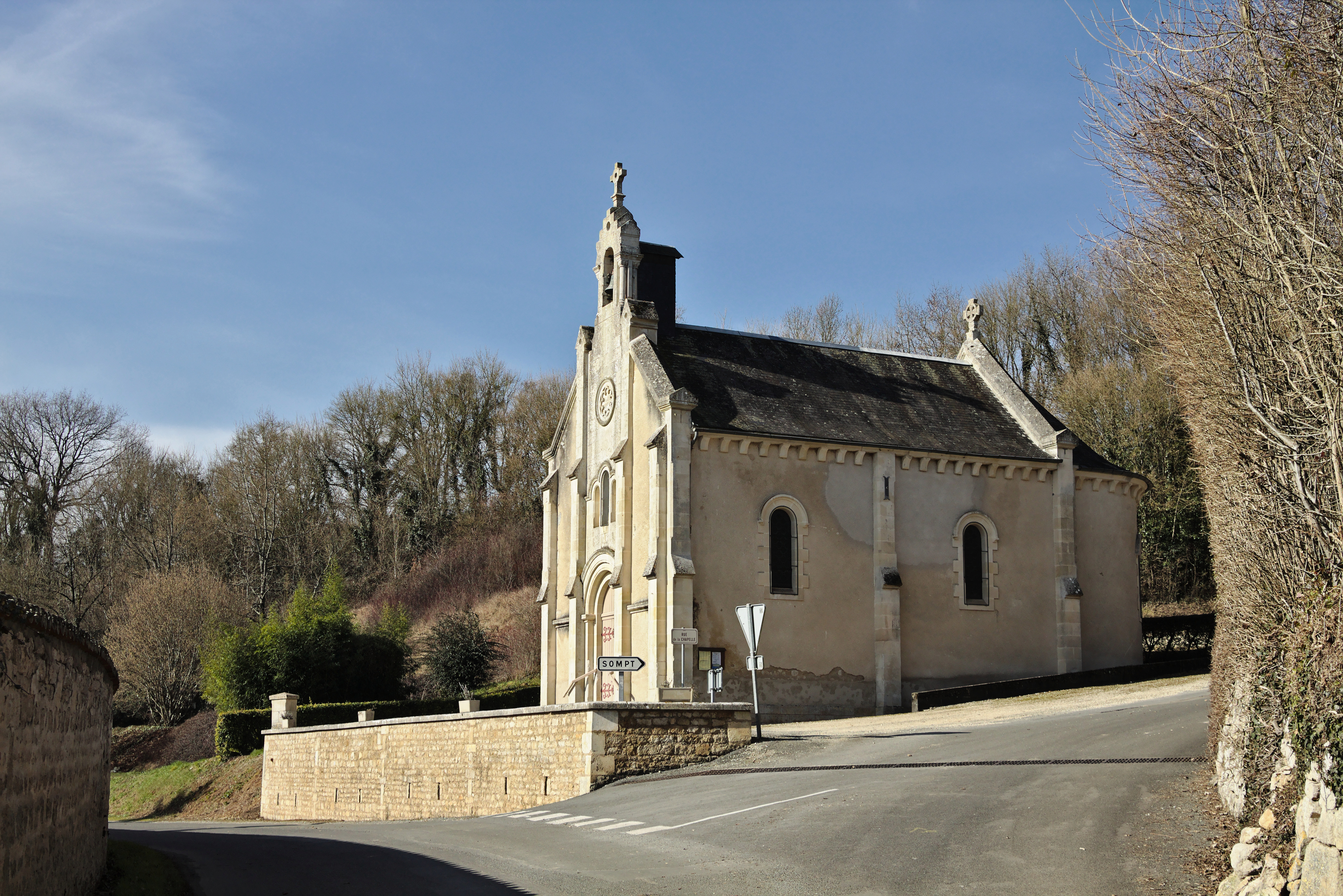
Chapelle-saint-medard in Sompt

Sie entstand als Commune nouvelle mit Wirkung vom 1. Januar 2019 durch die Zusammenlegung der bisherigen Gemeinden Chail und Sompt, die in der neuen Gemeinde den Status einer Commune déléguée haben. Der Verwaltungssitz befindet sich im Ort Chail.

## Gliederung
| Ortsteil                | ehemaliger INSEE-Code | Fläche (km²) | Einwohnerzahl zum 1. Januar 2022 |
| ----------------------- | --------------------- | ------------ | -------------------------------- |
| Chail (Verwaltungssitz) | 79064                 | 12,60        | 466                              |
| Sompt                   | 79314                 | 12,09        | 298                              |

## Lage
Nachbargemeinden sind Melle im Nordwesten, Saint-Vincent-la-Châtre im Nordosten, Maisonnay im Osten, Alloinay im Südosten, Chef-Boutonne im Südwesten und Marcillé im Westen.